# Olga Barbieri
Olga Barbieri (fl. XX secolo) è stata un'ostacolista, velocista e multiplista italiana.
Fu sette volte campionessa italiana assoluta tra il 1924 e il 1928, di cui due volte nei 250 metri piani e quattro volte negli 83 metri ostacoli, entrambe distanze non più praticate sulle piste di atletica leggera. È stata anche la prima atleta ad aggiudicarsi il titolo di campionessa italiana nel pentathlon nel 1926.

## Record nazionali
- 83 metri ostacoli: 14"3/5 ( Milano, 27 agosto 1923)
- Lancio del giavellotto impugnato: 20,24 m ( Dalmine, 25 settembre 1926)

## Campionati nazionali
- 2 volte campionessa italiana assoluta dei 250 metri piani (1924, 1927)
- 4 volte campionessa italiana assoluta degli 83 metri ostacoli (1924, 1926, 1927, 1928)
- 1 volta campionessa italiana assoluta del pentathlon (1926)

1924
- Oro ai campionati italiani assoluti di atletica leggera, 250 metri piani - 37"2
- Oro ai campionati italiani assoluti di atletica leggera, 83 metri ostacoli - 14"3/5

1926
- Oro ai campionati italiani assoluti di atletica leggera, 83 metri ostacoli - 14"2/5
- Oro ai campionati italiani assoluti di atletica leggera, pentathlon - 12 penalità[1][2]
- Bronzo ai campionati italiani assoluti, 75 metri piani

1927
- Oro ai campionati italiani assoluti di atletica leggera, 250 metri piani - 37"6
- Oro ai campionati italiani assoluti di atletica leggera, 83 metri ostacoli - 14"1/5
- Bronzo ai campionati italiani assoluti, 100 metri piani

1928
- Oro ai campionati italiani assoluti di atletica leggera, 83 metri ostacoli - 14"1/5